# Torf

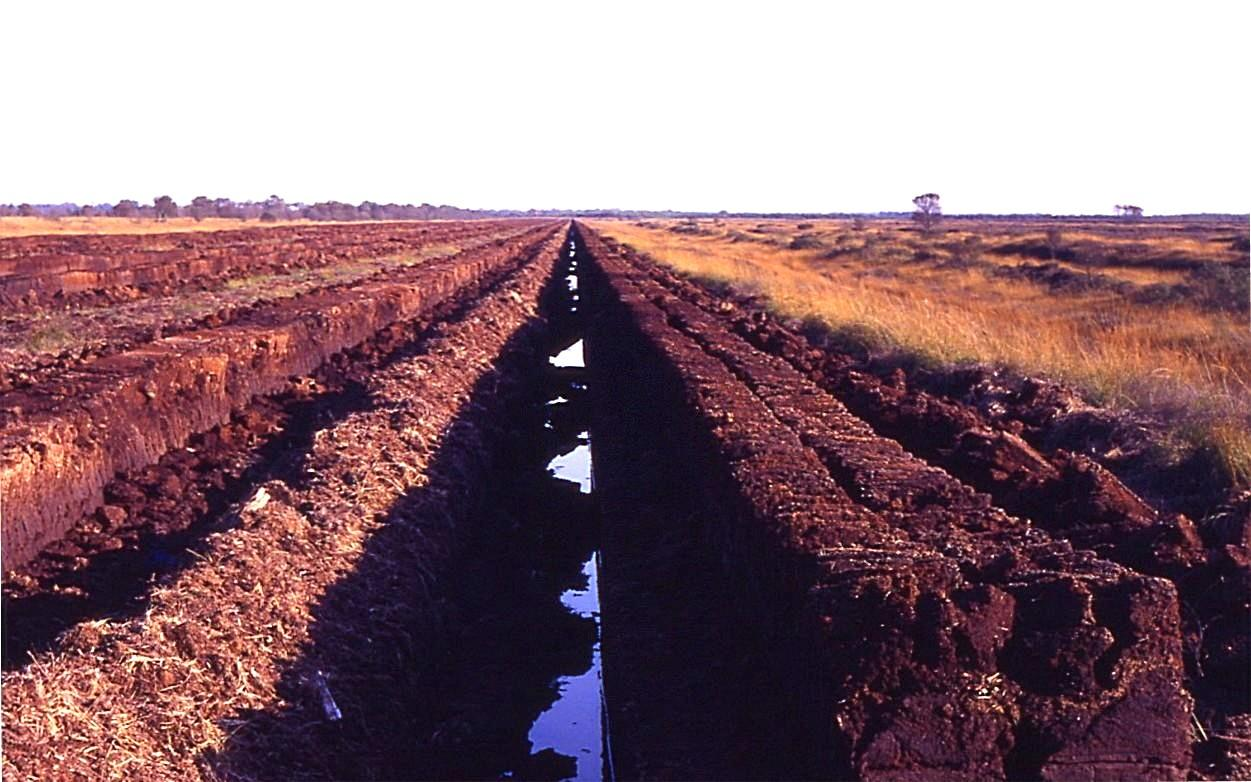
Industrieller Torfabbau am Naturschutzgebiet Ewiges Meer in Ostfriesland

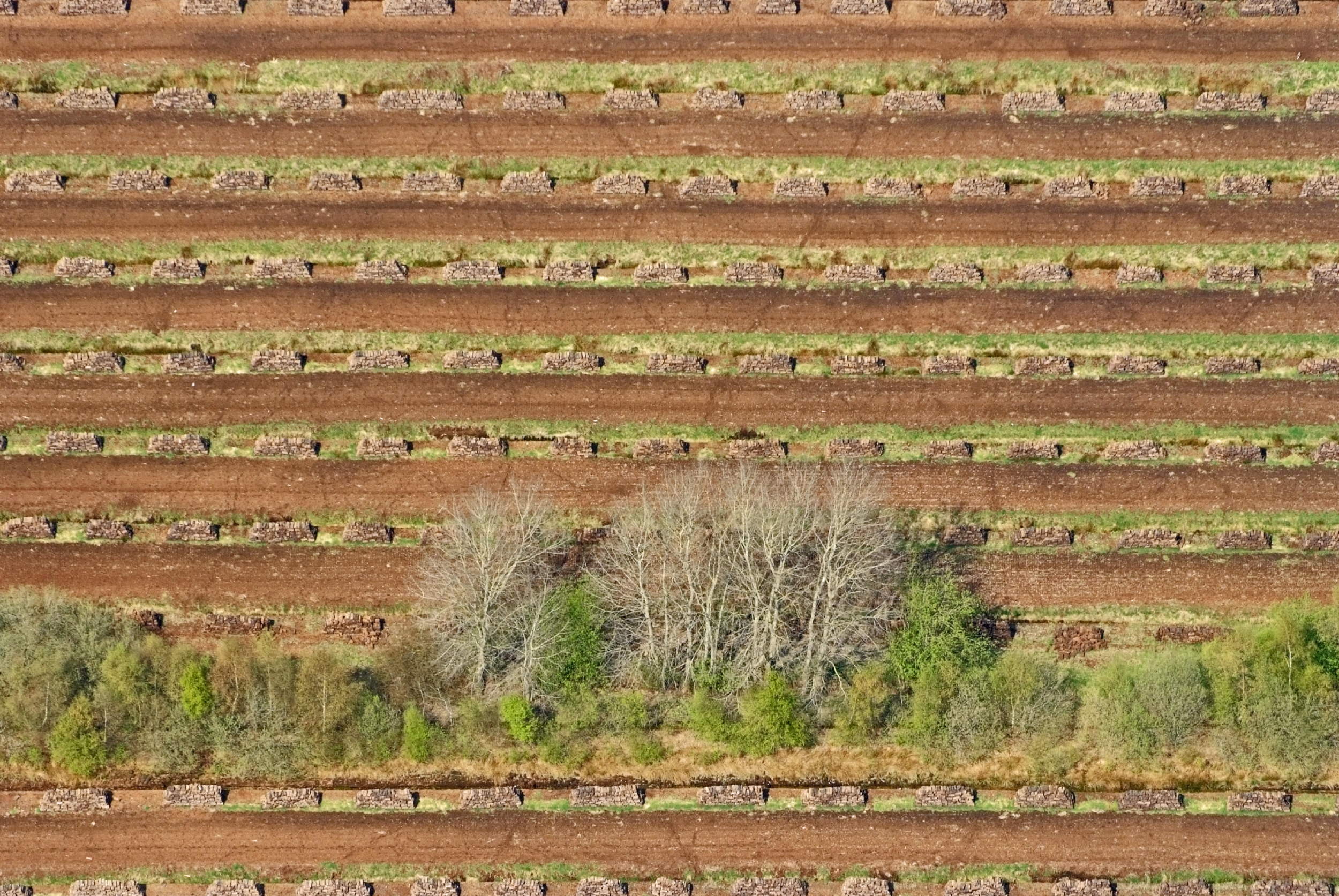
Industrieller Torfabbau in Südmoslesfehn im Landkreis Oldenburg

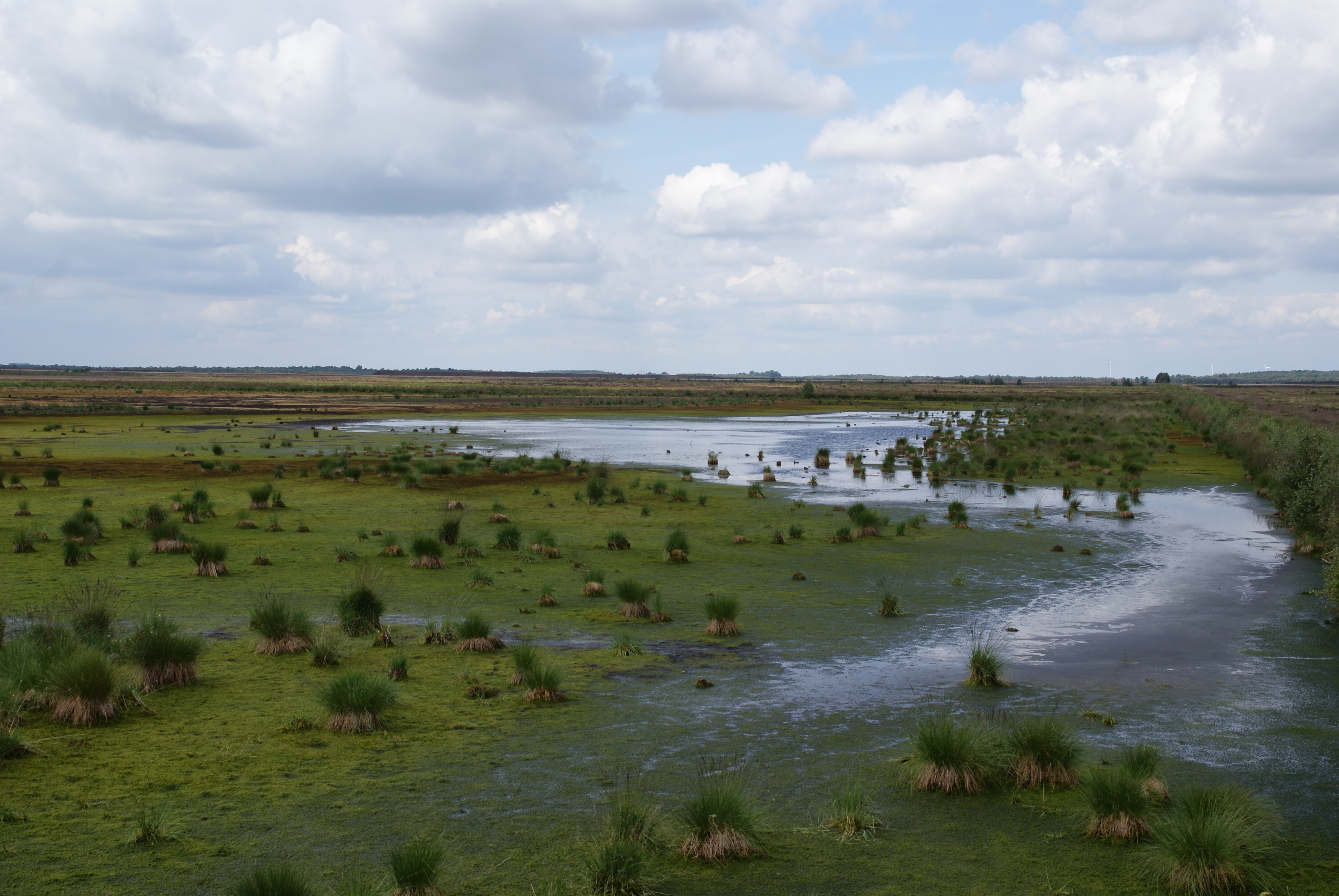
Wiedervernässte Abbaufläche im Großen Moor bei Uchte

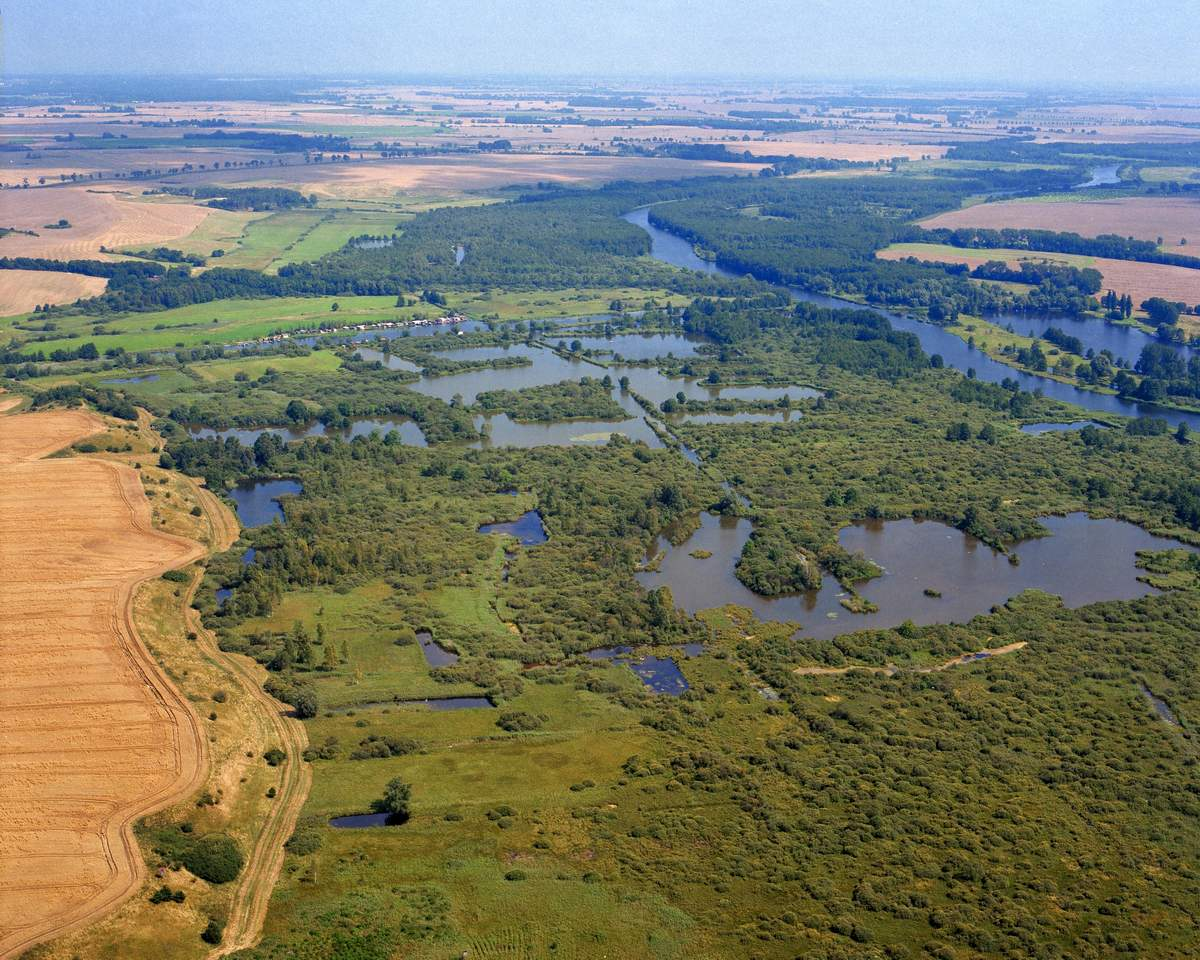
Torfstiche im Peenetal bei Gützkow in Vorpommern

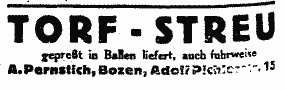
Werbung für Torfstreu in Ballen aus dem Bozener Tagblatt Der Tiroler von 1924

Torf ist eine biogene Substanz, die sich durch die sedentäre (ortsgebundene) unvollständige Zersetzung von abgestorbenen Pflanzenteilen unter wassergesättigten Bedingungen bildet, typischerweise in Mooren. Aufgrund des Sauerstoffmangels und der besonderen chemischen Bedingungen wird die Tätigkeit der Bodenlebewesen stark gehemmt, sodass die Pflanzenreste nur teilweise zersetzt werden. Torf besteht aus wechselnden Anteilen von Huminstoffen sowie, je nach Zersetzungsgrad, noch erkennbaren Pflanzenresten, die in schwach zersetzten Torfen überwiegen und in stark zersetzten Torfen kaum noch vorhanden sind. Torf ist die wesentliche Grundlage zur Bildung des Bodentyps Histosol.
Moore mit intakter Torfschicht speichern doppelt so viel Kohlenstoff wie Wälder, wobei eine 15 Zentimeter mächtige Torfschicht etwa gleich viel Kohlenstoff bindet wie ein hundertjähriger Wald auf einer gleich großen Fläche. Durch die Entwässerung von Mooren werden Kohlenstoffdioxid und andere klimawirksame Gase freigesetzt, die den Treibhauseffekt zusätzlich verstärken und so die globale Erwärmung beschleunigen.
Traditionell diente der Torfstich der Gewinnung landwirtschaftlicher Flächen, wobei der getrocknete Torf als Brennstoff genutzt wurde. Noch immer spielt Torf als Substrat im Gartenbau eine wichtige Rolle. Da es jedoch tausende Jahre dauert, bis sich eine Torfschicht von einem Meter gebildet hat, überschreitet die Nachfrage vielerorts das Angebot. Nach Angaben des Industrieverbandes Garten wurden in Deutschland 2019 etwa 4,7 Millionen Kubikmeter Torf pro Jahr abgebaut, wobei zusätzlich die gleiche Menge importiert wurde.
Aus diesen Gründen soll der Torfabbau gestoppt werden, um eine Renaturierung der Moore durch Wiedervernässung zu ermöglichen. Daher soll Pflanzenerde im nichtkommerziellen Gartenbau bis 2026 torffrei werden, während der kommerzielle Gartenbau für die Umstellung bis 2030 Zeit hat.

## Etymologie
Die Bezeichnung Torf für den aus Mooren gewonnenen Brennstoff aus vermoderten Pflanzenresten wurde im 16. Jahrhundert aus dem Nieder- ins Hochdeutsche übernommen und geht auf das altniederdeutsche turf zurück. Das Wort ist innerhalb der germanischen Sprachen eng verwandt mit englisch turf und niederländisch turf, die beide jeweils auch gleichbedeutend mit dem deutschen Torf sind. Weitere Verwandtschaft besteht zu russisch дёрн djorn, deutsch ‚Rasen‘, und dessen Äquivalenten in den anderen slawischen Sprachen.

## Torfarten
Ab einem Gehalt an organischer Substanz von 30 Prozent (Rest: Wasser und Mineralien) heißt die Ablagerung Torf; Gehalte unter 30 Prozent werden als Feuchthumus oder (etwas veraltet) als Moorerde bezeichnet. Niedermoortorf, der sich in Niedermooren bildet, unterscheidet sich von Hochmoortorf, der ausschließlich in Hochmooren entsteht. Einige Wissenschaftler klassifizieren auch Übergangstorf, der in seinen Eigenschaften zwischen dem Nieder- und dem Hochmoortorf vermittelt.
Entsprechend dem Grad der Verdichtung wird zwischen Weißtorf, Brauntorf und Schwarztorf unterschieden, die unterschiedliche Brennwerte besitzen. Der helle Weißtorf lässt die Struktur der Pflanzen noch deutlich erkennen, bei weiterer Zersetzung entsteht ein homogener, wenigstens bei Betrachtung mit bloßem Auge erkennbarer, strukturloser Körper, der Brauntorf oder Bunttorf genannt wird. Die älteste Torfschicht ist der Schwarztorf. Die unteren Schichten eines Torflagers sind dabei als Grautorf in der Zersetzung weiter fortgeschritten als die oberen. Sie sind älter, größerem Druck ausgesetzt und wurden während der Entstehung auch durchlüftet. Weißtorf ist dabei reich an Fulvosäuren und Schwarztorf reich an Huminsäuren.
Weitere je nach dem Grad der Zersetzung verwendete Begriffe sind: Rasen-, Faser- und Pechtorf. Rasentorf ist die jüngste Bildung und besteht aus wenig veränderten, noch gut erkennbaren Pflanzenresten. Er ist gelbbraun und locker. Fasertorf besteht aus brauner, bereits strukturlos gewordener Masse und ist mit Fasern schwer zersetzbaren Pflanzenmaterials durchzogen. Pechtorf ist dunkler und kompakter als Fasertorf. Er ist der älteste, schwerste Torf und zeigt kaum noch erkennbare Pflanzenreste.
Weißtorf wird als Düngetorf zur Auflockerung von Blumenerde verwendet. Die Bezeichnung ist irreführend, da der Gehalt an düngenden Mineralien keine hinreichend breite Zusammensetzung zur ausgewogenen Anreicherung von Mangelböden bietet. Die ökonomische Bedeutung ist zugunsten der ökologischen Neubewertung nasser Moorflächen erheblich verändert.

## Entstehung
Wo die Bodenbeschaffenheit eine Ansammlung von stehendem seichtem Wasser in flachen Seen und Senken der Flussauen gestattet, wird dieses im Laufe der Zeit eutrophieren und durch die abgestorbenen Pflanzenreste verlanden. So entstandener Torf wird als limnischer Torf bezeichnet. Versumpfen terrestrische Böden, etwa durch vermehrten Grundwasserzufluss oder die Verringerung der Verdunstung, wird der Torf als terrestrisch oder semiaquatisch bezeichnet.
Die Entstehung von Torf geht sehr langsam vor sich. Als Durchschnittswert für die Torfablagerung in einem Moor ist ein Mittelwert von 1 mm pro Jahr anzusetzen, es sind aber auch Neubildungen bis zu 10 mm  pro Jahr bekannt. Die Entstehung des norddeutschen Teufelsmoores bei Worpswede benötigte ca. 8000 Jahre.
Zunächst entsteht ein nährstoffreiches Niedermoor mit Niedermoortorf. Bei geeigneten Bedingungen koppelt sich die Oberfläche des Moores durch Auflagerungen allmählich vom stehenden Grundwasser in der Senke ab. Das Moorwasser hat nun einen niedrigen pH-Wert um die 3,4–3,7, kaum noch Nährstoffe und nur wenig Sauerstoff sind gelöst, so dass die aerobe und anaerobe Zersetzung pflanzlicher Substanzen gehemmt ist. An diese Bedingung sind die Hochmoor-Pflanzengesellschaften angepasst, deren Ablagerungen den Hochmoortorf bilden.
Des Weiteren können die Torfkörper in den Mooren vertikal gegliedert werden in den aufliegenden Akrotelm (Torfbildungs-Horizont) und den darunter befindlichen Katotelm (Torfakkumulations-Horizont). Der Akrotelm umfasst die nur wenige Zentimeter dicke lebende Vegetationsschicht (euphotische Zone), bestehend aus Torfmoosen und Gefäßpflanzen, sowie die direkt darunterliegende Torfschicht (aphotische Zone und Verdichtungszone). Diese besteht primär aus den immer stärker komprimierten und zersetzten Pflanzenresten, die aerob abgebaut werden, da noch ausreichend Sauerstoff vorhanden ist. Der Katotelm ist wesentlich dichter gelagert, ständig wassergesättigt und weist rund hundertfach geringere Abbauraten auf. Der mikrobielle Abbau verläuft aufgrund des kaum bis nicht vorhandenen Sauerstoffs rein anaerob ab und bilden Schwefelwasserstoff und das charakteristisch schwarz gefärbte Eisensulfid. Auch die Wasserflussraten sind extrem gering.
Pflanzen, die zur Vermoorung und Vertorfung führen, kommen in großer Anzahl vor und wuchern stark, sie treiben aber besonders verfilzte Wurzeln. Dazu zählen Heiden wie Besenheide und Glocken-Heide, Sauergräser, besonders Seggen-Arten und Wollgräser und Simsen sowie Binsen, Schwarz-Erlen, vor allem aber Torfmoose (Sphagnum). In hoch gelegenen Regionen kann auch die Bergkiefer (Pinus mugo) eine Rolle spielen. Je nach Beteiligung einzelner der genannten Pflanzen an der Moorbildung, der Ökologie und den hydrologischen Verhältnissen werden Niedermoore, Zwischenmoore sowie Hochmoore unterschieden. In Ersteren dominieren Seggenriede, Röhrichte und Bruchwälder, in den nährstoffärmeren Zwischen- und Hochmooren sind Torf- und Braunmoose die Haupttorfbildner. Moore sind bedeutende natürliche Kohlenstoffspeicher.
Torf bildet sich fast ausschließlich in Mooren und Moorwäldern, da hier die entscheidenden Bedingungen für die Torfbildung vorliegen. Doch auch in anderen Typen von Feuchtgebieten kann unter ähnlichen Bedingungen Torf entstehen: In Flussauen, alten Flussarmen, langfristig überfluteten Sümpfen (etwa Raphiatorfsumpfwäldern im tropischen Afrika), stark vernässtem Marschland (Schwemmtorf) oder Brackwassertorfe im Watt oder tropischen Mangrovengebieten. Im englischsprachigen Raum ist die Bezeichnung peatlands („Torfgebiete“) für alle Feuchtgebiete üblich, in denen grundsätzlich Torf vorkommen kann.

## Torfabbau
Erste Kultivierungsmaßnahmen in manueller Bearbeitung in weiten Moorgebieten Norddeutschlands waren bis in das 18. Jahrhundert die Entwässerung über Gräben und nachfolgendes Abbrennen der Flächen. Ausgiebige Torfbrände verursachten bis ins 19. Jahrhundert den Heerrauch.
Seit dem Ende des 19. Jahrhunderts wird Torf nach dem Tagebauverfahren in entwässerten offenen Gruben gewonnen. Weißtorf wird nach Entwässerung der Lagerschichten durch aufnehmendes Fräsen und das Volumen reduzierendes Pressen für den Handel aufbereitet. Schwarztorf wurde früher manuell gestochen und in Horden oder Hocken an der Luft getrocknet. Heute wird Torf auch nicht mehr maschinell gestochen, sondern im Fließverfahren gefräst oder gebaggert und zunächst durch Pressen und schließlich durch offene Lagerung bis zur Verwertung getrocknet.
Traditionell wurde Torf vor allem als Heizmaterial verwendet. Da Moore von Ökologen mittlerweile als bewahrenswerte Biotope angesehen werden, findet in Deutschland ein Abbau aus intakten Mooren nicht mehr statt, vornehmlich werden bereits in der Vergangenheit trockengelegte ehemalige Moore als Torflagerstätten genutzt. In Skandinavien und Irland wie auch im Baltikum wird Torf noch lokal beschränkt zur Energie- und Wärmegewinnung abgebaut und dient vor allem der lokalen Versorgung.
Die Eigenschaften von Niedermoor- und Hochmoortorfen unterscheiden sich beträchtlich. Niedermoore spielen außer bei Urbarmachung wirtschaftlich keine Rolle, nur in geringen Mengen wird Niedermoortorf für balneologische Zwecke abgebaut. Die Nutzung von Torf als Brennstoff an der Nordseeküste ist bereits durch Plinius überliefert; auch ein arabischer Reisender des 10. Jahrhunderts berichtet von „brennbarer Erde“. Hochmoortorf hat seit dem 15. Jahrhundert bis zum Anfang des 19. Jahrhunderts sowie in Notzeiten des 20. Jahrhunderts als Brennstoff in Form des minderwertigen Splinttorfes große Bedeutung besessen. Gegenwärtig wird er hauptsächlich in der Pflanzenindustrie und sowohl von Berufs- wie Hobbygärtnern in großen Mengen verwendet.
Durch den Abbau des Torfs, der eine Entwässerung voraussetzt, um die Flächen befahren und Maschinen einsetzen zu können, werden die betroffenen Moore als Naturflächen großräumig zerstört. Angesichts ihrer Langsamwüchsigkeit und des schweren Eingriffs, den die Entwässerung bedeutet, können sie sich meist nicht mehr erholen. In vielen Ländern wie Deutschland, Kanada und Finnland werden abgetorfte Flächen durch Wiedervernässen regeneriert. Die regionalen Verwaltungen betreiben nach Auslaufen der Abbaulizenzen Projekte zur Wiedervernässung, Regenerierung oder zur land- und forstwirtschaftlichen Nutzung ehemaliger Torfabbaugebiete. Aufgrund des gewachsenen ökologischen Bewusstseins der Bevölkerung ist das bloße Liegenlassen abgetorfter Flächen keine akzeptierte Vorgehensweise mehr. Zudem erfordert die Entwässerung angrenzender Flächen meist eine kontrollierte Wasserführung. Die Zulassung neuer Flächen zum Abbau unterliegt strengen Auflagen.
Die weltweite Menge an abgebautem Torf betrug 2020 fast 29 Millionen Tonnen. Mit Abstand größter globaler Erzeuger mit einem Anteil von 41,5 Prozent war dabei Finnland. Weitere große Erzeugerländer sind Belarus, Schweden, Deutschland und Lettland. Aus diesen fünf Ländern kamen 2020 ca. 74 Prozent der globalen Torfmengen. Da die Torffelder als Kohlenstoffsenken dienen, planen viele europäische Erzeugerländer, den Abbau von Torf zu verringern oder einzustellen. So hat Irland 2021 den Torfabbau praktisch eingestellt und will die Produktion von Torfbriketts bis 2024 auslaufen lassen. Auch der größte Erzeuger Finnland plant im Zuge seiner Strategie, bis 2035 kohlenstoffneutral werden zu wollen, ein Auslaufen des Torfabbaus. Einen Überblick über die globalen Abbaumengen liefert folgende Tabelle:
| Land                   | Abbaumenge in t | Abbaumenge in t | Abbaumenge in t | Abbaumenge in t | Abbaumenge in t | Abbaumenge in t |
| Land                   | 2000            | 2005            | 2010            | 2019            | 2020            | 2022            |
| ---------------------- | --------------- | --------------- | --------------- | --------------- | --------------- | --------------- |
| Belarus                | 2.100.000       | 1.800.000       | 2.593.000       | 2.670.000       | 2.590.000       | 1.700.000       |
| Deutschland            | 2.980.000       | 850.000         | k. A.           | 4.200.000       | 2.300.000       | 2.600.000       |
| Estland                | 1.000.000       | 1.000.000       | 965.000         | 890.000         | 1.060.000       | 350.000         |
| Finnland               | 7.400.000       | 7.600.000       | 6.460.000       | 11.800.000      | 12.000.000      | 5.400.000       |
| Irland                 | 5.500.000       | 5.600.000       | 3.300.000       | 1.730.000       | 1.300.000       | k. A.           |
| Kanada                 | 1.230.000       | 1.350.000       | 1.262.000       | 1.260.000       | 1.400.000       | 1.700.000       |
| Lettland               | 650.000         | 1.000.000       | 1.119.000       | 2.200.000       | 2.000.000       | 2.000.000       |
| Litauen                | 350.000         | 400.000         | 327.000         | 500.000         | 460.000         | 480.000         |
| Polen                  | k. A.           | k. A.           | 870.000         | 700.000         | 1.000.000       | 1.200.000       |
| Moldau                 | 475.000         | 475.000         | 475.000         | k. A.           | k. A.           | k. A.           |
| Russland               | 2.000.000       | 2.100.000       | 1.300.000       | 909.000         | 1.000.000       | 1.000.000       |
| Schweden               | 700.000         | 2.100.000       | 2.550.000       | 3.000.000       | 2.400.000       | 2.300.000       |
| Ukraine                | 1.000.000       | 1.000.000       | 597.000         | 685.000         | 680.000         | 440.000         |
| Vereinigtes Königreich | 500.000         | k. A.           | k. A.           | k. A.           | k. A.           | k. A.           |
| Vereinigte Staaten     | 755.000         | 690.000         | 628.000         | 456.000         | 444.000         | 340.000         |
| Andere Länder          | 760.000         | 1.200.000       | 670.000         | 730.000         | 350.000         | 440.000         |
| Insgesamt              | 27.400.000      | 26.000.000      | 23.400.000      | 31.900.000      | 28.900.000      | 20.000.000      |

## Torfnutzung

### Brennstoff
Torf hat als Brennstoff in trockenem Zustand einen Heizwert von 20–22 MJ/kg, vergleichbar mit Braunkohle. Allerdings hat frischer Torf einen sehr hohen Wassergehalt und muss daher vor der Verbrennung in der Regel aufwändig getrocknet werden. Zudem hat Torf einen sehr hohen Aschegehalt, einen niedrigen Ascheschmelzpunkt und enthält einige chemische Bestandteile, die sich bei der Verbrennung korrosiv und/oder umweltschädlich verhalten. Der Ausbrand erfolgt sehr langsam, die Asche enthält viel Unverbranntes und glüht daher lange nach. Aus diesen Gründen zählt Torf zu den eher problematischen und minderwertigen Brennstoffen. Offenes Torffeuer riecht wegen der enthaltenen sauren Bestandteile recht stark.
Unerlässlich ist der Torf als Brennstoff noch bei der Malzherstellung für viele schottische Whiskysorten, da der Torfrauch erheblich zum Geschmack des Endproduktes beiträgt; außerhalb Schottlands produzierte Whiskys verwenden meist keinen Torfrauch. Als Brennstoff für die allgemeine Anwendung wird Torf in nennenswerter Menge nur noch in Regionen mit ausgedehnten Moorlandschaften verwendet. In Europa sind dies vor allem Skandinavien (Finnland, Schweden), die britischen Inseln (Irland, Schottland) und das Baltikum (Estland, Lettland, Litauen):
| Land     | Energieerzeugung aus Torf [ktoe/a] 1 (Stand 2010) | Anteil Torf am Brennstoffverbrauch [%] (Stand 2010) |
| -------- | ------------------------------------------------- | --------------------------------------------------- |
| Finnland | 2280                                              | 70                                                  |
| Irland   | 0987                                              | 50                                                  |
| Schweden | 0290                                              | 0,6                                                 |
| Estland  | 072                                               | 1,2                                                 |
| Litauen  | 004                                               | 0,3                                                 |
| Lettland | 002                                               | 0,1                                                 |

Die Nutzung von Torf in diesen Ländern ist allerdings sehr unterschiedlich. In Finnland, Irland und Schweden wird der Großteil in größeren Kraft- und Heizwerken verbrannt, in den baltischen Staaten in kleinen Heizungen.

#### Torf-Kraftwerke
Einige moorreiche Länder betreiben Torfkraftwerke, in denen Torf in großem Maßstab als Brennstoff zur Stromerzeugung eingesetzt wird. Wurde der Torf früher überwiegend in Soden-/Ballenform auf einem Rost verbrannt, kommt er aktuell überwiegend in gemahlener Form in einer Wirbelschicht zum Einsatz. Die Verstromung von Torf ist aufgrund des hohen Wassergehalts des Torfes jedoch sehr ineffizient und aufgrund des hohen Brennstoffverbrauchs mit der Zerstörung großer Moorflächen verbunden.

#### Torfkohle
Torf kann – statt ihn direkt als Brennstoff zu nutzen – ähnlich wie bei der Herstellung von Holzkohle unter geringer Luft- bzw. Sauerstoffzufuhr langsam in einem Kohlenmeiler zu Torfkohle umgewandelt werden. Auf diese Weise entsteht ein Brennstoff, der einen wesentlich höheren Heizwert und günstigere Verbrennungseigenschaften aufweist.
Dieses Verfahren war im 18. und frühen 19. Jahrhundert verbreitet, da der Bedarf an heizwertreichen Brennstoffen mit der Industrialisierung in der Erzverhüttung, in Ziegeleien und weiteren Industrien rapide anstieg. Da „echte“ Kohle noch nicht in ausreichender Menge verfügbar war und Holzkohle durch großflächige Abholzung von Wäldern knapp geworden war, kam es gelegen, dass wegen des zunehmenden Siedlungsdrucks große Torfgebiete urbar gemacht wurden und daher Torf in größerer Menge als billiger Brennstoff für die Verkohlung zur Verfügung stand. Torf wurde so zu einem wichtigen überregionalen Handelsgut. Da Torfasche lange nachglüht, führte dies zu vielen Bränden. Ab Mitte des 19. Jahrhunderts ließ mit der Erfindung der Eisenbahn und nach der Aufforstung mit schnellwachsenden Nadelbäumen der Mangel an Kohle und Holz nach und die Torfkohle verlor an Bedeutung.

#### Whisky-Herstellung
In einigen Whisky-Destillerien, vor allem auf den schottischen Inseln, wird das Malz über einem Torffeuer gedarrt. Ursprünglich war dies ein einfaches Gebot der Notwendigkeit, da Schottland sehr waldarm ist und Holz- oder Holzkohlefeuer daher zu teuer waren. Das Torffeuer ist inzwischen zu einem wichtigen Geschmacksträger geworden; nur so kann der spezielle rauchig-phenolartige Geschmack einiger Whiskys erzielt werden.

#### Brennstoff für Dampflokomotiven
Torf wurde in verschiedenen Gegenden auch als Heizmaterial für Dampflokomotiven verwendet. Wegen des langen Nachglühens der Torfasche hatten diese Loks wie etwa die Oldenburgische G 1 zur Verhinderung von Waldbränden charakteristisch birnenförmige Schornsteine. Um eine entsprechende Menge von Torf mitführen zu können, führten Dampflokomotiven teilweise mehrere geschlossene Torftender oder auch sogenannte Torfmunitionswagen hinter sich her.

#### Heizmaterial für Gärtnereibetriebe
Torf wurde regional in großen Mengen verheizt, auch um Gärtnereibetriebe mit Wärme für Gewächshäuser zu versorgen. Ein großer Betrieb in Wiesmoor, die Wiesmoor-Gärtnerei, wurde noch im 20. Jahrhundert in Nachbarschaft eines Torfkraftwerks eröffnet. Die Regionen Ammerland und Ostfriesland sind für große Vielfalten an Azaleenkulturen bekannt. Der Ursprung der Gewächshauskulturen in den Niederlanden und in Flandern geht auf die Nutzung des Torfs als Heizmaterial und als Substrat zurück.

### Kultursubstrat

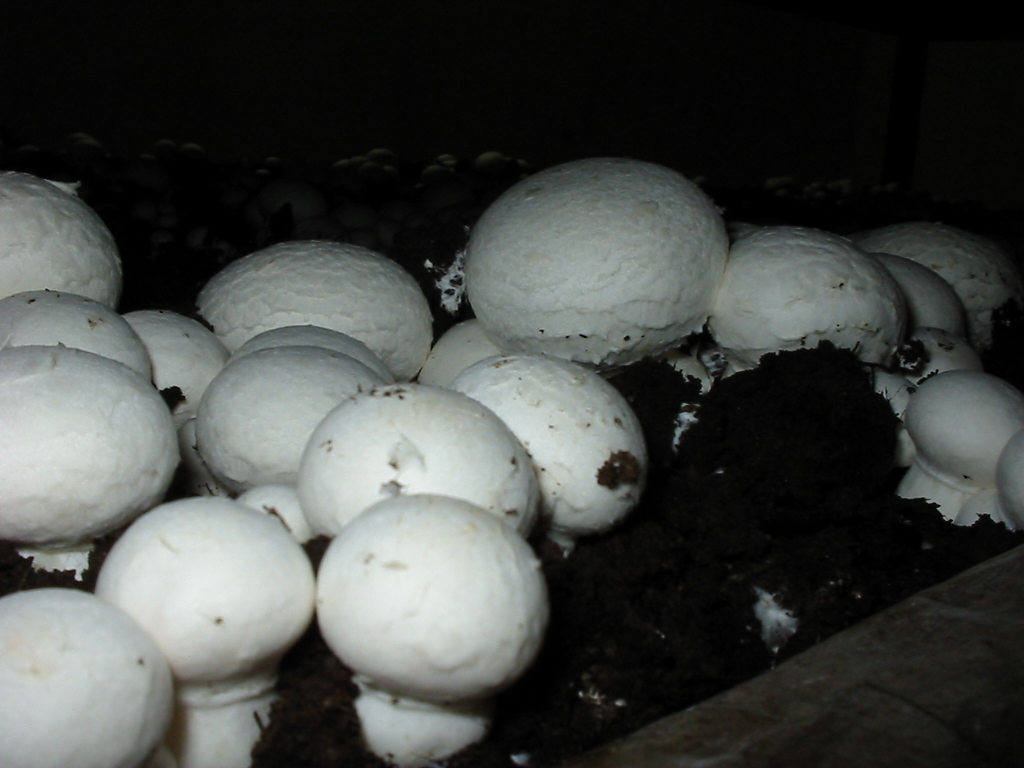
Bisher werden Champignons (Agaricus bisporus) oft auf torfhaltigem Substrat angebaut

Da Torf ein Vielfaches seines Eigengewichtes an Wasser speichern kann, wird er mit Kalk neutralisiert, mit Nährsalzen und weiteren Zuschlagstoffen wie Ton oder Sand aufgemischt und so zum Kultursubstrat weiterverarbeitet. Einige Pflanzen wie Azaleen benötigen einen sauren Boden und so dient die Beimischung von Torf üblicherweise auch zur präzisen Regelung des Säurehaushaltes des Bodens. In der Berufsgärtnerei gibt es bisher kaum Ersatzmöglichkeiten für Torf. Kritisiert wird von Naturschützern insbesondere der Einsatz von Torf im privaten Garten. Von Hobbygärtnern werden jedes Jahr zur Bodenverbesserung rund 2,3 Millionen Kubikmeter Torf ausgebracht. Ohne vorhergehendes Neutralisieren und Düngen kann dieser lediglich die Durchlüftung des Bodens verbessern, sonst jedoch durchaus die Bodenqualität verschlechtern, da Hochmoortorf extrem nährstoffarm ist und zur Bodenversauerung führt.
Aus Rinde oder Holzabfällen werden inzwischen Torfersatzstoffe hergestellt, die eine ähnliche bodenverbessernde Wirkung haben, aber kaum zur Versauerung des Bodens beitragen. In vielen Fällen ist einfacher Kompost das beste Mittel zur Bodenverbesserung.
In der Zucht von Speisepilzen wie Zucht-Champignons wachsen diese auf Substraten, die auf Kompost- und Pferdemist basieren und mit einer Schicht torfhaltiger Erde abgedeckt werden. In Deutschland werden hierfür, nach Angaben des Fraunhofer-Instituts für Keramische Technologien und Systeme, jährlich rund 55.000 Tonnen torfhaltige Abdeckerden benötigt. Im Einklang mit dem Bundes-Klimaschutzgesetz muss zeitnah eine geeignete Alternative gefunden werden, da die Verwendung von Torfprodukten im gewerblichen Gartenbau ab 2030 nicht mehr erlaubt sein wird.

### Medizin, Kosmetik
Torf wird ebenfalls in der Medizin und Körperpflege eingesetzt, vor allem als Moorbad, Moorpackungen und sogar als Torfsauna. Badetorf unterscheidet sich von normalem Torf durch seine geringe Zahl an gesundheitlich gefährdenden Mikroorganismen. Die heilende Wirkung des Torfes ist noch nicht vollständig erforscht. Balneologen vermuten eine heilende Wirkung, wenn der Torf als dickflüssiger Moorbrei mit Temperaturen von 38 °C bis 40 °C auf die Haut aufgebracht wird. Insbesondere die damit verbundene Wärmebehandlung, daneben auch die enthaltenen Huminsäuren, versprechen einen positiven Einfluss auf das Endokrine System und eine Förderung der Durchblutung des Körpers. Eine besonders positive Eigenschaft haben die milden Huminsäuren, die im Schwarztorf mehr als im Weißtorf enthalten sind. Die Huminsäuren bewirken eine bessere Durchblutung der Haut und lassen diese weich wirken. Die Huminsäuren liegen im schwach sauren Bereich pH um 5,7. Der Torf für die äußeren Anwendungen wird aus landwirtschaftlich ungenutzten Abbauflächen gewonnen. Die geeignetsten Abbaugebiete für schweren Schwarztorf zur Herstellung von Moorbädern und Packungen liegen in Ostfriesland.
In Kosmetikprodukten wird Torf in der Liste der Inhaltsstoffe als PEAT (INCI) angegeben.

### Weitere Nutzungen
Aus Torffasern lassen sich Textilien herstellen, die besonders leicht und warm sind. Des Weiteren kann Schwarztorf zur Herstellung von Aktivkohle verwendet werden. Früher kam Torf auch als Streu in Ställen zum Einsatz. So wurde z. B. der Torfstich in Aukštumalė (bekannt durch die erste Monographie zu einem Hochmoor von 1902, heute Litauen) angelegt, um Streu für die Pferde der Königsberger Pferdebahn zu gewinnen.
In den letzten Jahrzehnten des 19. und den ersten des 20. Jahrhunderts baute das Torfstreu- und Mullewerk Haspelmoor in Südbayern (zwischen München und Augsburg gelegen) großflächig Torf ab. Er diente als Stallstreu und überwiegend als Isoliermaterial für Eiskeller und oberirdische Eishütten für Brauereien und Gaststätten. Haspelmoor-Torf wurde in ganz Europa vertrieben, begünstigt durch die direkte Lage des Moores an der Bahnstrecke München–Augsburg.
Torf wurde früher gelegentlich auch als preiswerte Schlafunterlage (Torfbett) verwendet und eignete sich besonders für Bettnässer und Kleinkinder. Auch in jüngster Zeit werden Torffasern als natürlicher Rohstoff für Matratzen, Bettdecken und Kissen wieder verwendet.
Eine weitere Anwendung ist im Bereich der Aquaristik und Teichpflege zu finden. Hier werden vornehmlich Schwarztorfe als Filtermaterial zur Herabsetzung des pH-Wertes der Karbonathärte verwendet. Als festes Schwarztorfgranulat ist es filtertauglich. Die Algen- und Pilzbildungen werden stark reduziert und der Stickstoffgehalt gesenkt. Das Wasser wird klarer. Der Torf bewirkt eine leichte Bräunung des Wassers (Schwarzwassereffekt). Schwarztorf enthält Fulvosäuren, die die Schleimhäute der Fische vor bakteriellem Krankheitsbefall schützen.
In der Chemie wird Torf auch als natürlicher Ionentauscher verwendet.

## In den Ländern
Weltweit gibt es etwa 271 Millionen Hektar Torfboden: in Afrika 6 Millionen Hektar, in Nordamerika 135 Millionen Hektar, Südamerika 6 Millionen Hektar, Asien 33 Millionen Hektar, Europa 88 Millionen Hektar, Naher Osten 2 Millionen Hektar und Ozeanien 1 Million Hektar.

### Deutschland

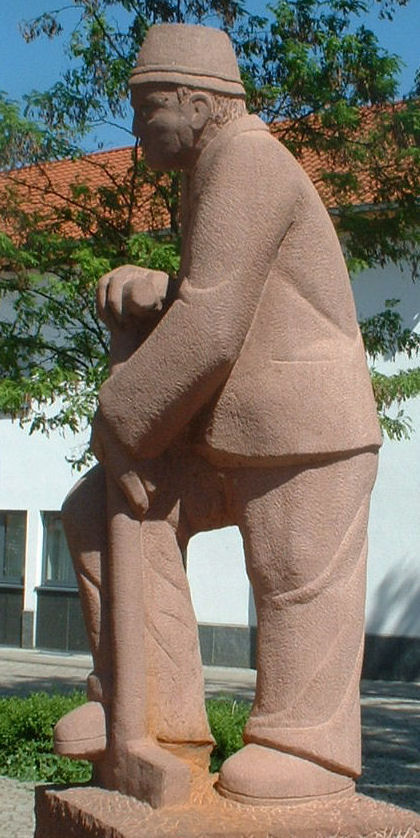
Torfstecherdenkmal in Maudach

Zum Themenkreis Moor und Torf sind umfangreiche Sammlungen von Geschichten und Gedichte in niederdeutscher Sprache herausgegeben worden.
In Deutschland wurde und wird Torf auf dem Gebiet der Bundesländer Rheinland-Pfalz, Niedersachsen, Schleswig-Holstein und Mecklenburg-Vorpommern abgebaut. Die Torfbestände nehmen von West nach Ost zu. Ist die Torfmächtigkeit in Niedersachsen z. B. Wiesmoor maximal zwei Meter, so sind die Torfmächtigkeiten in den Flussmooren beispielsweise von Peene, Trebel und Tollense in Vorpommern zwischen neun und zwölf Metern. Wegen der fehlenden Brennstoffversorgung im Norden der DDR wurde dort bis Mitte der 1950er Jahre in Torfgenossenschaften Torf maschinell gewonnen und als gefragter Brennstoff für Heizungszwecke verarbeitet (Trockentorf oder Presstorf). Erst danach wurden die Torfflächen in der Regel in Ruhe gelassen, das heißt, es erfolgte außer Beweidung und Heuwerbung in Teilen der Flächen wenig Nutzung, seit 1990 werden entsprechend den Erkenntnissen die Torfpolder renaturiert und wiedervernässt. Viele der Flussmoorflächen sind heute unter Naturschutz wie das Peenetal.
Auch im bayerischen Alpenvorland finden sich einige Gebiete, in denen Torf abgebaut wurde, wie das Ainringer Moos, die Kendlmühlfilzen bei Grassau mit einer Mächtigkeit von sieben bis acht Metern, die Kollerfilze bei Bad Feilnbach, die Moore bei Kolbermoor sowie diejenigen bei Sanimoor in der Gemeinde Iffeldorf. Diese Gebiete stellen alle Verlandungsflächen ehemaliger oder noch bestehender Seen dar (hier: Chiemsee, Rosenheimer See, Starnberger See).
Jährlich werden rund 8,2 Millionen Kubikmeter Torf aus norddeutschen Mooren von einer Fläche von 20.000 Hektar beziehungsweise acht Prozent der Hochmoore abgebaut. Zur Bedarfsdeckung wird Torf heute aus dem Baltikum und aus Russland importiert.

### England

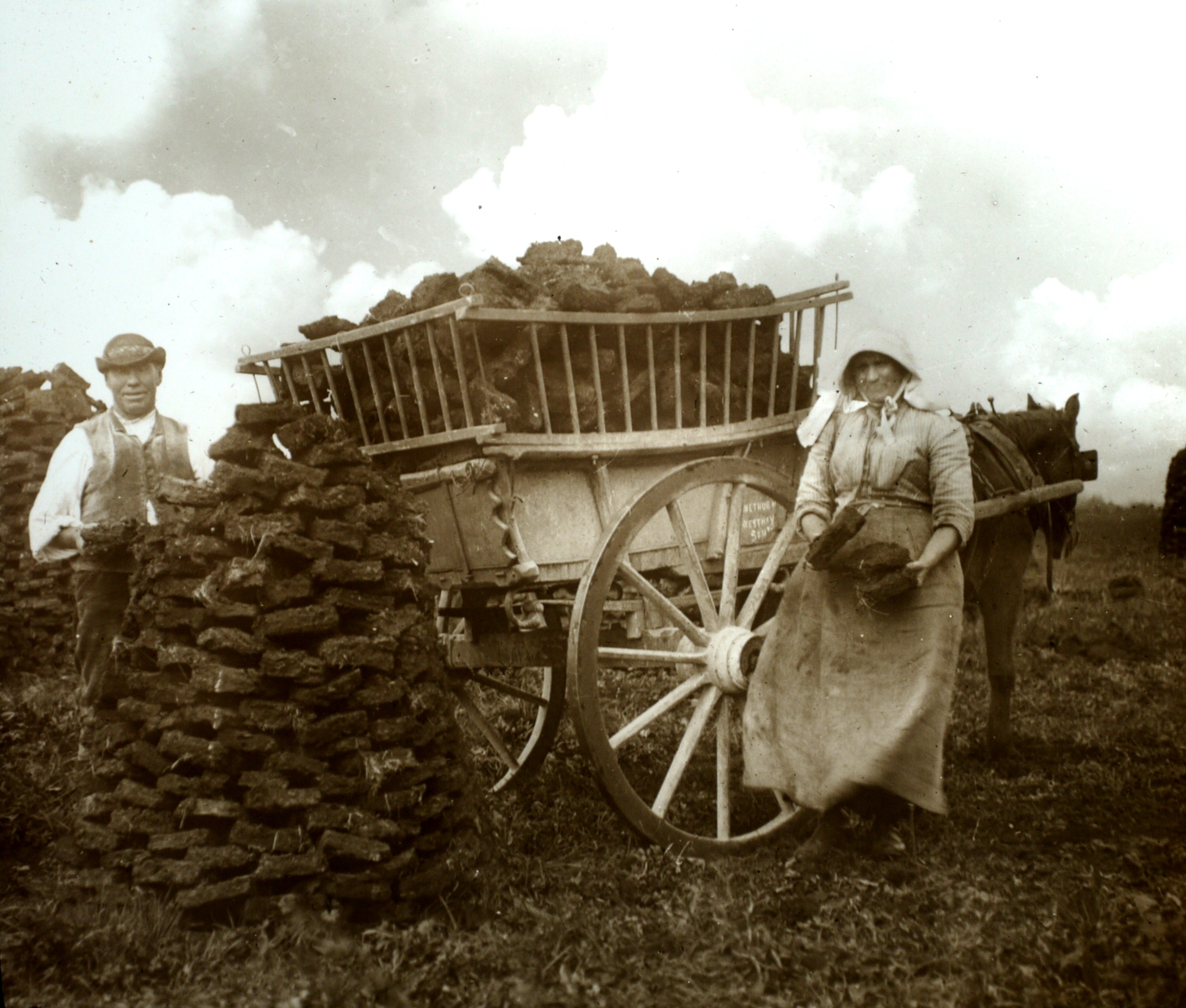
Torfstecher in Westhay, Somerset

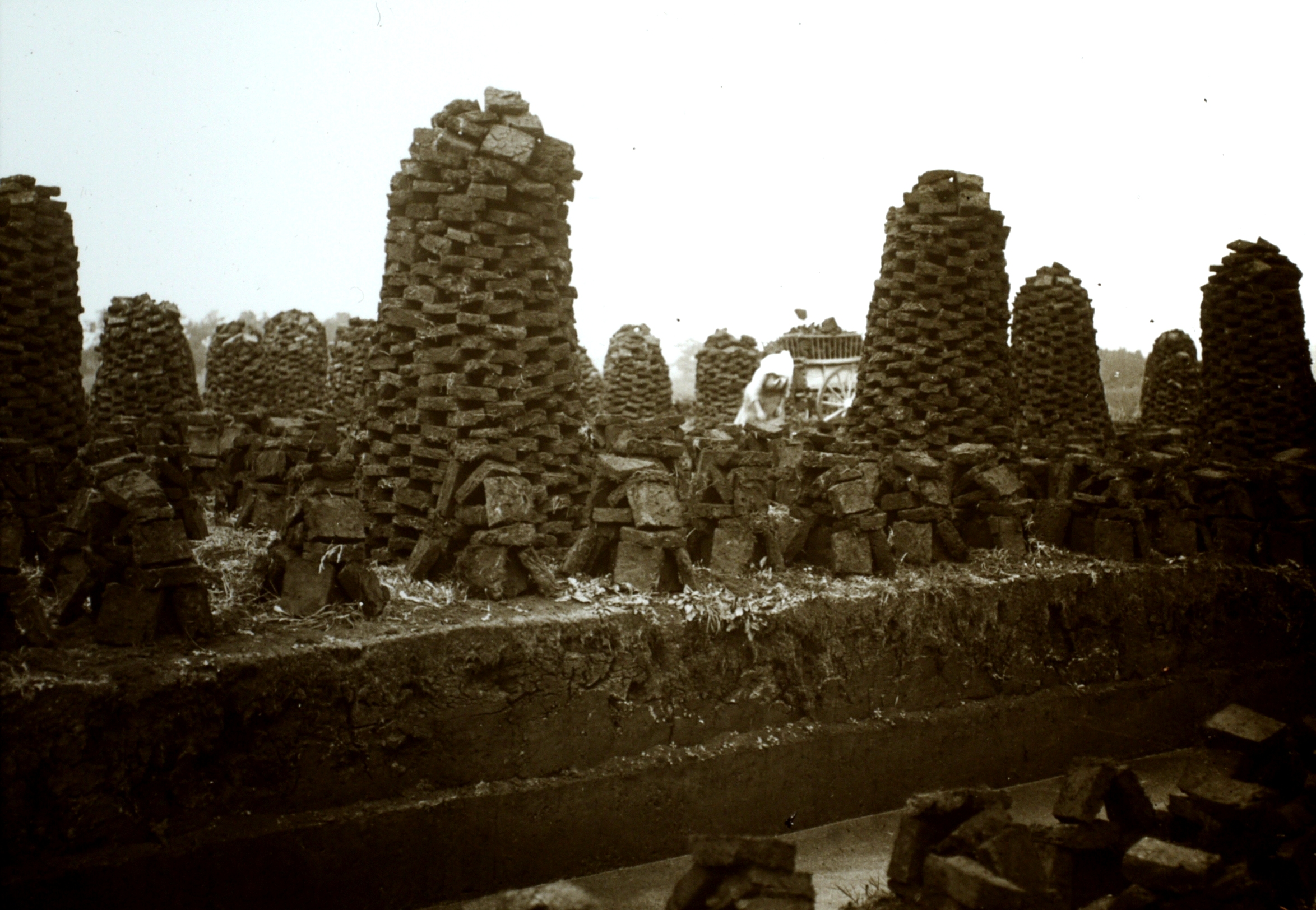
Torfhaufen in Westhay, Somerset

Torf (engl. peat) wurde in England seit der Zeit der Römer abgebaut. Bis heute findet man interessante Stellen wie die „Somerset Levels“, an denen bis zu zehn Meter tiefe Abbaustellen archäologisch interessante Funde zutage gebracht haben in The Sweet Track.

### Finnland
In Finnland wird Torf in großem Umfang genutzt, da etwa ein Drittel des Landes aus Torfboden besteht. Etwa 800.000 Hektar sind industriell nutzbar, die durchschnittliche Tiefe des Torfes beträgt jedoch nur etwa 1,4 Meter. Zirka 8 Prozent des Stromes und 6 Prozent des gesamten Energiebedarfs im Jahr 2003 wurden aus Torf erzeugt. Es gibt etwa 40 Kraftwerke, die Torf und Holz verfeuern, und 10 Prozent der Bevölkerung heizt mit Torf, der in der Regel als Pellet angeliefert wird. Die größten Unternehmen sind Vapo Energia in Jyväskylä und Turveruukki in Oulu.
Produziert wurden im Jahr 2001 6 Millionen Tonnen Torf zur Energieproduktion und 0,5 Millionen Tonnen Torf für den landwirtschaftlichen Bedarf.

### Irland
Torf bedeckt in Irland etwa ein Sechstel der Landfläche. Die Mehrheit des hier vorkommenden Torfes ist nicht in Senken entstanden, sondern bedeckt als Deckenmoor, eine Unterart der Hochmoore, mehr oder weniger gleichmäßig weite Landstriche. Diese zunächst unnatürlich erscheinende Ablagerung entstand einerseits durch die in Irland herrschenden hohen Niederschläge, wurde andererseits auch durch menschlichen Einfluss verstärkt. Insbesondere führte das nahezu vollständige Abholzen der Wälder vor einigen tausend Jahren zur Entstehung erster Torfschichten. Die oberste Pflanzenschicht diente zunächst als Weideland. Die natürliche Verdunstung reduzierte sich dadurch stark. Um Abspülungen durch Bodenerosion zu vermeiden, stauten die Menschen das Wasser mit Mauern aus Feldsteinen. Dies führte zusätzlich über die Jahrtausende zum Wachsen des Torfes als die Landschaft einhüllende Decke. Im 21. Jahrhundert gibt es etwa eine Million Hektar derartiger Deckenmoore, die durchschnittlich 3 Meter dick sind.
In Senken entstandene Moore gibt es in Irland nur auf einer Fläche von ca. 200.000 Hektar. Da diese deutlich älter sind – sie entstanden kurz nach dem Ende der Weichsel-Eiszeit vor 10.000 Jahren – sind sie im Durchschnitt 7 Meter dick und werden daher vorrangig abgebaut. Seit dem 18. Jahrhundert bauten die Einwohner Torf als Brennstoff ab, ausreichend Holz aus den Wäldern gab es schon lange nicht mehr. Diese Moore sind in Irland so gut wie verschwunden.
Die Torfproduktion betrug 1999 etwa 4,7 Millionen Tonnen.
Im Jahr 1946 entstand das halb-staatliche Unternehmen Bord na Móna durch den Turf Development Act (TDA), wodurch die industrielle Torfnutzung gefördert werden sollte. Der TDA betreibt ein sehr großes Schienennetz von etwa 1200 Meilen, das für den Torfabbau benötigt wird, und vergibt an Privatpersonen gegen Gebühr zeitlich und flächenmäßig begrenzte Abbaulizenzen.

### Schweiz
In der Schweiz ist der Abbau von Torf de facto verboten, weil Moore von nationaler Bedeutung seit der Annahme der Rothenthurm-Initiative im Jahr 1987 unter absolutem Schutz stehen nach Art. 78 Abs. 5 der Bundesverfassung. Kein anderes Land kannte Stand 2010 ein annähernd gleich hohes Schutzniveau für Moore. Jedoch werden jährlich rund 150.000 Tonnen Torf aus dem Ausland importiert, die hauptsächlich im Gartenbau Verwendung finden. Konkret sind dies 171.000 Kubikmeter, was 32 Prozent der Torf-Importe entspricht., umgerechnet mehr als 2200 Schiffscontainer. Zur Reduktion des Torfeinsatzes setzt der Bundesrat vorrangig auf die Umsetzung von freiwilligen Maßnahmen. Jedoch sind mit Stand 2021 nach wie vor viele torfhaltige Produkte im Handel erhältlich.

## Natürliche Torffeuer
Natürliche Torffeuer sind Erdbrände, die fremdentzündet oder selbstentzündet sein können. Prinzipiell wird Torf dort in Brand geraten, wo das Grundwasser künstlich abgesenkt wird, kein Regen fällt und Brandrodung betrieben wird bzw. wo ein Waldbrand wütet. Hohe Lufttemperaturen, geringe Luftfeuchtigkeit sowie Wind, der die Austrocknung der Oberfläche begünstigt, fördern die Entzündung.
In Afrika gibt es beispielsweise Gebiete, in denen während der Regenzeit große Wassermassen in Trockengebiete abgeleitet werden und dort für einige Monate im Jahr ein Sumpfgebiet entsteht, welches zur Bildung von Torf führt. Dies ist der Fall in Mali und in Botswana. Wenn das Wasser verdunstet und der Torf von oben her abtrocknet, reichen normale Temperaturen von ca. 40 °C aus, die oberste Torfschicht durch Selbstentzündung in Brand zu setzen. Der Vorgang ist dabei derselbe wie beim selbstentzündeten Kohlebrand oder bei Heuselbstentzündung.
Im Jahr 2010 kam es in Russland zu mehreren großen Torffeuern.
Anfang September 2018 kam es im Landkreis Emsland bei Meppen zu einem Moorbrand nach Raketentests, zwei Wochen später waren bereits acht Quadratkilometer betroffen.

### Indonesien
In Indonesien gibt es große Torfwälder, die auf mehrere Meter mächtigen Torfflözen wachsen. Nach der Entwässerung von einer Million Hektar Sumpfland im Rahmen des Mega-Rice-Projektes auf der Insel Borneo entstanden dort Wald- und Torfbrände, wodurch mindestens 40 cm Torf auf einer Fläche von 500.000 Hektar verloren gingen.
Im Jahr 1997 brannten etwa zehn Millionen Hektar und hüllten Indonesien und Teile Südostasiens zehn Monate lang in dunklen Rauch ein. Dabei gelangten ungeheure Mengen des Treibhausgases Kohlendioxid in die Atmosphäre. Ein bedeutender Teil der indonesischen Wälder wächst auf mächtigen Torfflözen, in denen große Mengen Kohlenstoff gespeichert sind. Besonders diese Gebiete hatten damals Feuer gefangen. Die Brände dieser Torfwälder verstärken den globalen Treibhauseffekt messbar. Satellitenbildauswertungen der Ludwig-Maximilians-Universität München ergaben, dass damals allein durch Torffeuer in Indonesien eine Menge von 0,8 bis 2,5 Gigatonnen Kohlenstoffdioxid freigesetzt wurden. Dieser Beitrag – aus einem für globale Maßstäbe vergleichsweise sehr kleinen Gebiet – entspricht zwischen 13 und 40 Prozent des weltweiten Kohlendioxidausstoßes durch Verbrennung von Erdöl, Kohle und Gas im selben Jahr. 2015 erreichten die Emissionen durch Torfbrände in Indonesien den höchsten Stand seit der Katastrophe von 1997 und übertrafen für den Monat September die Emissionen der gesamten Wirtschaft der USA.
Tropische Torflagerstätten erstrecken sich über mehr als 440.000 km² (11 % der weltweiten Fläche), wovon 56 % in Südostasien liegen. Seit den 1960er-Jahren ist die Moorwaldfläche dort durch Entwässerung, Umwandlung in Ackerland (z. B. Ölpalmen, Reis), Siedlungsbau und Raubbau bis 2010 um ca. 45 % zurückgegangen. Feuer zur Landgewinnung führt zudem zu erheblichen CO₂-Emissionen und unkontrollierbaren Torfbränden.

### Mali
In Mali, im Überschwemmungsgebiet des Flusses Niger, sind unterirdische Torflager entdeckt worden, die speziell in der Trockenzeit immer wieder in Brand geraten und dabei sämtliche organische Materie, auch Baumwurzeln, zerstören. Dabei treten an der Oberfläche Temperaturen bis 765 °C auf. Seit 1960 vermuteten einige Wissenschaftler einen Vulkan in der Gegend, doch im Jahr 2001 konnte diese Annahme widerlegt und Torffeuer als Ursache genannt werden.

### Okavangodelta
Der etwa 1700 km lange Okavangofluss im südlichen Afrika, der in den Sümpfen des abflusslosen 15.000 km² großen und sumpfigen Okavangobeckens in Botswana im Nordosten der Sandwüste Kalahari versickert, überschwemmt während der Regenzeit das Becken durchschnittlich etwas mehr als einen Meter hoch.
Durch die großen Mengen an verdunstetem Wasser reichert sich Salz an den während der Regenzeit überschwemmten höchsten Landerhebungen an, was zu massenhaftem Pflanzensterben führt. Der vom Fluss mitgeschwemmte Sand sammelt sich an diesen Stellen und kann zur Entstehung einer Insel führen. Damit kommt es immer seltener zu Überschwemmungen, bis schließlich die Insel ganzjährig trocken bleibt, was wiederum auch zum Austrocknen des sich im Untergrund gebildeten Torfes führt; die Voraussetzung für ein selbstentzündendes Torffeuer ist gegeben. Der Brand zerstört die Insel und spült das Salz und den Sand in den entstandenen unterirdischen Hohlraum. Damit kann der Zyklus, der etwa 150 Jahre dauert, von Neuem beginnen. Dieser natürliche Vorgang verhindert die bei der hohen Verdunstung eigentlich zu erwartende Bildung eines lebensfeindlichen Salzsees oder einer Salztonebene.

## Bodenkunde
Torf wird als organischer Bodenhorizont mit dem Horizontsymbol H bezeichnet, wobei nH für Niedermoortorf, uH für Übergangsmoortorf und hH für Hochmoortorf steht. In Österreich und der Schweiz werden Torfschichten auch mit dem Buchstaben T gekennzeichnet. 30 Gewichtsprozent des Bodens sollten aus humifizierter organischer Substanz bestehen. Dabei wird Torf selbst nicht als Boden behandelt, sondern nur mehr oder weniger torfhaltige Histosole.